# Bluesnews

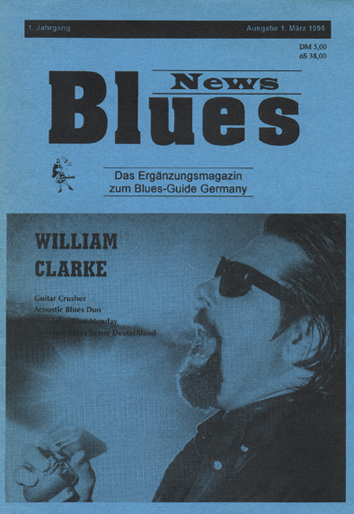
Titelbild der ersten Ausgabe von 1995 …
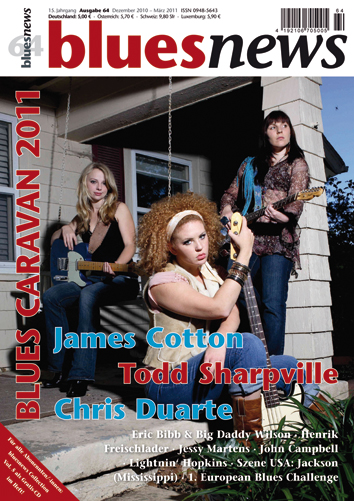
… und der Ausgabe 64 (Januar–März 2011)

Das Fachmagazin Bluesnews (Eigenschreibweise: bluesnews) ist eine deutschsprachige Musikzeitschrift, die seit 1995 vierteljährlich im Verlag Dirk Föhrs in Altena erscheint. Zusätzlich zur Printausgabe gibt es im Internet das Portal Bluesnews Online.

## Die Printausgabe
Den Schwerpunkt des redaktionellen Teils der Printausgabe bilden Porträts von bzw. Interviews mit Musiker(inne)n und Bands aus der deutschen sowie internationalen Blues- und Bluesrockszene. Darüber hinaus bietet Bluesnews CD-Rezensionen, DVD- und Buchbesprechungen sowie Konzert- und Festivalberichte („Live On Stage“). Unter dem Stichwort Blues History werden wichtige Protagonist(inn)en und Veröffentlichungen aus der Geschichte des Genres vorgestellt. Ein umfangreicher Terminkalender informiert über Tourneen und Festivals. In unregelmäßigen Abständen liegen der Abonnementausgabe kostenlose CDs bei.

## Bluesnews Online
Das Angebot von Bluesnews Online umfasst aktuelle Meldungen aus der Welt des Blues, Updates des Terminkalenders der Printausgabe sowie CD-Tipps.